# Restio brachiatus
Restio brachiatus är en gräsväxtart som först beskrevs av Maxwell Tylden Masters, och fick sitt nu gällande namn av Neville Stuart Pillans. Restio brachiatus ingår i släktet Restio och familjen Restionaceae. Inga underarter finns listade i Catalogue of Life.